# LIX Esposizione internazionale d'arte di Venezia

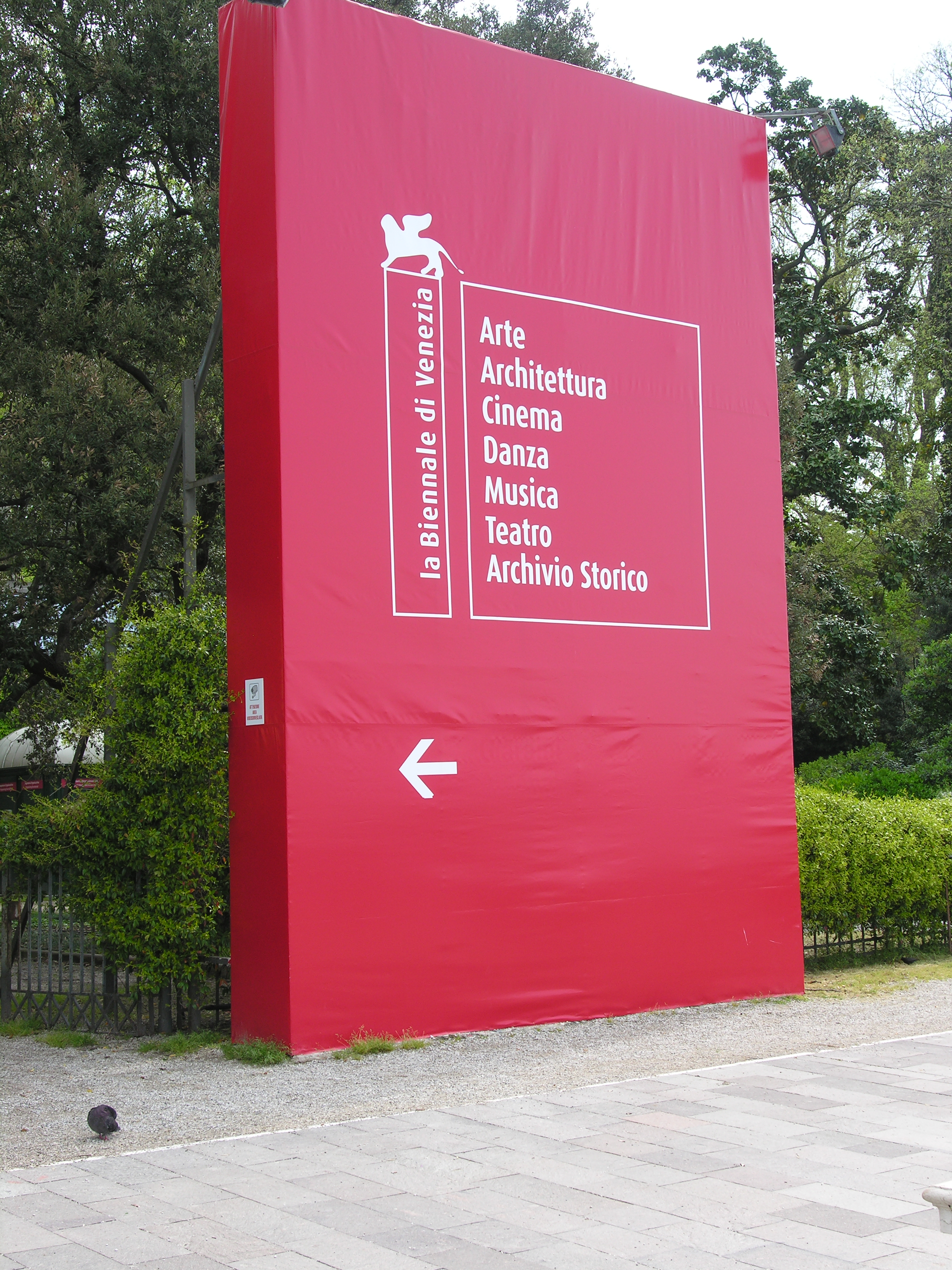
Ingresso dei Giardini della Biennale

La 59ª edizione dell'Esposizione Internazionale d'Arte è stata inaugurata a Venezia il 23 aprile 2022 (con pre-apertura il 20, 21 e 22 aprile), è stata chiusa il 27 novembre, e si è svolta sotto la direzione artistica dell'italiana Cecilia Alemani che ha scelto come titolo della manifestazione Il latte dei sogni.
Il 20 aprile si è tenuta la conferenza stampa di presentazione nella sede di Ca' Giustinian e in diretta streaming.
Il 23 aprile si è tenuta la cerimonia di inaugurazione e di premiazione nella Sala delle colonne di Ca' Giustinian e in diretta streaming.
Nella conferenza stampa di chiusura, il presidente Cicutto e la direttrice Alemani hanno riassunto i dati della 59ª Biennale Arte: nei 197 giorni di apertura oltre 800 000 biglietti venduti, per il 59% provenienti dall'estero, «la più alta affluenza di pubblico nei 127 anni di storia della Biennale di Venezia», a cui vanno aggiunte le 22 498 presenze in pre-apertura e 10 000 giornalisti accreditati.

## Premessa
Inizialmente era programmata nel 2021, anno nel quale si è tenuta la 17ª Mostra Internazionale di Architettura, a sua volta prevista nel 2020 e posticipata a causa della Pandemia di COVID-19. Di conseguenza nel 2022 la Biennale Arte viene a coincidere con la manifestazione documenta 15 di Kassel.

## Mostra internazionale
La direttrice della mostra, Cecilia Alemani, che aveva già curato il Padiglione italiano alla 57ª Biennale Arte del 2017, ha scelto come titolo Il latte dei sogni (The Milk of Dreams) da un libro di fiabe dell'artista surrealista Leonora Carrington nel quale ogni cosa può essere trasformata con l'immaginazione. «La Mostra si concentra in particolare attorno a tre aree tematiche: la rappresentazione dei corpi e le loro metamorfosi; la relazione tra individui e tecnologie; i legami che si intrecciano tra i corpi e la Terra».
Hanno partecipato all'esposizione 191 artiste e 22 artisti provenienti da 58 paesi, di cui 26 le artiste e gli artisti italiani, 180 le prime partecipazioni, 1 433 le opere e gli oggetti esposti, 80 le nuove produzioni, presentate in dialogo con lavori storici che vanno dall'Ottocento ai giorni nostri.
L'esposizione si è articolata negli spazi del Padiglione centrale, ai Giardini della Biennale, e nel complesso dell'Arsenale (Corderie, Artiglierie, Gaggiandre e Giardino delle Vergini).
Nella prima sala del Padiglione centrale era esposta la scultura Elefant (1987) di Katharina Fritsch (Leone d'oro alla carriera), realizzata in poliestere verde scuro a grandezza naturale e nei minimi dettagli di un elefante impagliato.
Nella quarta sala del Padiglione centrale era esposta l'installazione site specific NAUfraga (2022) di Cecilia Vicuña (Leone d'oro alla carriera), realizzata per la Biennale 2022 e dedicata alla fragilità (fraga) della laguna di Venezia.
Lungo il percorso espositivo tra il Padiglione centrale e le Corderie, il pubblico ha potuto anche visitare cinque piccole mostre tematiche (o capsule), allestite dallo studio di design "Formafantasma":
- La culla della strega, ispirata all'opera di Maya Deren (The Witch's Cradle), in una sala sotterranea del Padiglione Centrale, presentava una raccolta di opere di artiste delle avanguardie storiche, tra cui Eileen Agar, Leonora Carrington, Claude Cahun, Leonor Fini, Ithell Colquhoun, Loïs Mailou Jones, Carol Rama, Augusta Savage, Dorothea Tanning, Remedios Varo e Gertrud Arndt.[13][14]
- Tecnologie dell’incanto, dedicata all'arte programmata e all'astrazione cinetica degli anni sessanta, indagava i rapporti che legano esseri umani e macchine con gli esperimenti di Agnes Denes, Lillian Schwartz, Ulla Wiggen e Nanda Vigo o nelle superfici-schermo di Dadamaino, Laura Grisi, Grazia Varisco e Marina Apollonio.[13][14]
- Corpo orbita, ispirata alla mostra Materializzazione del linguaggio, allestita alla Biennale Arte 1978 a cura di Mirella Bentivoglio, una delle prime rassegne di sole artiste nella storia della Biennale.[15][16] La poesia concreta e la poesia visiva della stessa Bentivoglio, Tomaso Binga, Ilse Garnier, Giovanna Sandri e Mary Ellen Solt vengono messe a confronto con esperimenti di automatismo e scrittura medianica di Eusapia Palladino, Georgiana Houghton e Josefa Tolrà, e con forme di scrittura femminile che spaziano dagli arazzi di Gisèle Prassinos alle micrografie di Unica Zürn.[13][14], ma anche con fenomeni medianici e spiritualisti come quelli di Linda Gazzera[17].
- Una foglia, una zucca, un guscio, una rete, una borsa, una tracolla, una bisaccia, una bottiglia, una pentola, una scatola, un contenitore. All'inizio delle Corderie si trovava la quarta capsula storica, ispirata alle opere della scrittrice di fantascienza Ursula K. Le Guin e alla sua teoria della narrazione che identifica la nascita della civiltà non nell'invenzione delle armi ma negli oggetti utili alla raccolta, al sostentamento e alla cura.[14] In questa sezione le sculture ovoidali dell'artista surrealista Bridget Bate Tichenor erano accostate alle sculture in gesso di Mária Bartuszová, alle sculture sospese di Ruth Asawa e alle creature ibride di Tecla Tofano. Le opere storiche convivevano accanto ai vasi antropomorfi di Magdalene Odundo e ai quadri di Pinaree Sanpitak, e le video installazioni di Saodat Ismailova.[13]
- La seduzione di un cyborg, nella parte finale delle Corderie, era dedicata ai cyborg e riuniva artiste che nel corso del Novecento hanno immaginato nuove combinazioni tra l'umano e l'artificiale, «creando gli avatar di un futuro post-umano e post-gender». Questa capsula includeva opere e documenti di artiste di inizio Novecento tra cui la dadaista Elsa von Freytag-Loringhoven, le fotografe Bauhaus Marianne Brandt e Karla Grosch e le futuriste Alexandra Exter, Giannina Censi e Regina. In questa sezione le sculture delicate di Anu Põder rappresentavano corpi frammentati in contrasto con i monoliti di Louise Nevelson, le figure totemiche di Liliane Lijn, le macchine di Rebecca Horn e i robot dipinti di Kiki Kogelnik.[13][14]

## Partecipazioni nazionali
La Mostra internazionale è stata affiancata da 80 Partecipazioni nazionali negli storici Padiglioni ai Giardini, all'Arsenale e nel centro storico di Venezia.
I paesi presenti per la prima volta erano cinque: Camerun, Namibia, Nepal, Oman e Uganda.

Piazza Ucraina

Il 27 febbraio 2022, tre giorni dopo l'invasione russa dell'Ucraina, gli artisti Kirill Savchenkov e Alexandra Sukhareva e il curatore Raimundas Malašauskas (lituano) hanno comunicato di rinunciare al progetto del Padiglione russo, mentre il 2 marzo la Direzione della Biennale ha comunicato la volontà di aiutare la delegazione dell'Ucraina dopo che il 25 febbraio l'artista Pavlo Makov e i curatori avevano espresso dubbi sulla possibilità di organizzare il Padiglione ucraino.
Inoltre il 15 aprile la Direzione della Biennale ha messo a disposizione lo Spazio Esedra dei Giardini per il progetto Piazza Ucraina, un allestimento realizzato dall'artista multidisciplinare Dana Kosmina, formato da un monumento ricoperto da sacchi di sabbia, come sta avvenendo nelle città ucraine. Secondo la curatrice della Biennale Cecilia Alemani: «La nostra speranza è di creare con Piazza Ucraina una piattaforma di solidarietà per la popolazione ucraina».
Il Padiglione Italia, a cura di Eugenio Viola, era costituito da un'opera di Gian Maria Tosatti che occupava l'intero spazio delle Tese delle Vergini, nell'Arsenale; un'installazione multidisciplinare site specific, che fa riferimento all'Agenda 2030 per lo sviluppo sostenibile, suddivisa come un'azione teatrale in due tempi: Storia della notte (ascesa e declino del sogno industriale italiano) e Destino delle comete (la natura, oltraggiata, non perdona l'umanità)
Il Padiglione Italia è stato inaugurato il 22 aprile dal ministro Dario Franceschini.
| Paese               | Luogo                                                   | Titolo                                                             | Artista/i | Curatore/i                                                                                                  | Note    |
| ------------------- | ------------------------------------------------------- | ------------------------------------------------------------------ | --- | --- | ------- |
| Albania             | Arsenale                                                | Lumturie Blloshmi. From scratch                                    | Lumturie Blloshmi | Adela Demetja                                                                                               | [ 28 ]  |
| Arabia Saudita      | Arsenale                                                | The Teaching Tree                                                  | Muhannad Shono | Reem Fadda                                                                                                  | [ 29 ]  |
| Argentina           | Arsenale                                                | L'origine della sostanza importerà l'importanza dell'origine       | Mónica Heller | Alejo Ponce de León                                                                                         | [ 30 ]  |
| Armenia             | Palazzo Zenobio                                         | Gharib                                                             | Andrius Arutiunian | Anne Davidian, Elena Sorokina                                                                               | [ 31 ]  |
| Australia           | Padiglione ai Giardini                                  | Marco Fusinato DESASTRES                                           | Marco Fusinato | Alexie Glass-Kantor                                                                                         | [ 32 ]  |
| Austria             | Padiglione ai Giardini                                  | Invitation of the Soft Machine and Her Angry Body Parts            | Jakob Lena Knebl e Ashley Hans Scheirl | Karola Kraus                                                                                                | [ 33 ]  |
| Azerbaigian         | Procuratie Vecchie                                      | Born to Love                                                       | Narmin Israfilova, Infinity, Ramina Saadatkhan, Fidan Novruzova, Fidan Akhundova, Sabiha Khankishiyeva, Agdes Baghirzade | Emin Mammadov                                                                                               | [ 34 ]  |
| Bangladesh          | Palazzo Pisani Revedin                                  | Time: Mask and Unmask                                              | Jamal Uddin Ahmed, Mohammad Iqbal, Harun-Ar-Rashid, Sumon Wahed, Promity Hossain, Mohammad Eunus, Marco Cassarà, Franco Marrocco, Giuseppe Diego Spinelli | Viviana Vannucci                                                                                            |         |
| Belgio              | Padiglione ai Giardini                                  | The Nature of the Game                                             | Francis Alÿs | Hilde Teerlinck                                                                                             | [ 35 ]  |
| Bolivia             | ArtSpace4rent                                           | Wara Wara Jawira                                                   | Warmichacha | Warmichacha                                                                                                 |         |
| Brasile             | Padiglione ai Giardini                                  | com o coração saindo pela boca                                     | Jonathas de Andrade | Jacopo Crivelli Visconti                                                                                    | [ 36 ]  |
| Bulgaria            | Spazio Ravà                                             | There You Are                                                      | Michail Michailov | Irina Batkova                                                                                               | [ 37 ]  |
| Camerun             | Liceo Artistico Guggenheim e Palazzo Ca' Bernardo Molon | The Time of the Chimeras                                           | Francis Nathan Abiamba (Afran), Angèle Etoundi Essamba, Justine Gaga, Salifou Lindou, Shay Frisch, Umberto Mariani, Matteo Mezzadri, Jorge R. Pombo, NFT (Kevin Abosch, João Angelini, Marco Bertìn (Berxit), Cryptoart Driver, Lana Denina, Alberto Echegaray Guevara, Genesis People, Joachim Hildebrand, Meng Huang, Eduardo Kac, Giulia Kosice, Julio Le Parc, Marina Nuñez, Miguel Soler-Roig, Miguel Ángel Vidal, Burkhard von Harder, Gabe Weis, Clark Winter, Shavonne Wong, Wang Xing, Alessandro Zannier, ZZH) | Paul Emmanuel Loga Mahop, Sandro Orlandi Stagl                                                              | [ 39 ]  |
| Canada              | Padiglione ai Giardini e Magazzini del Sale n. 5        | 2011 ≠ 1848                                                        | Stan Douglas | Reid Shier                                                                                                  | [ 40 ]  |
| Cile                | Arsenale                                                | Turba Tol Hol-Hol Tol                                              | Ariel Bustamante, Carla Macchiavello, Dominga Sotomayor, Alfredo Thiermann | Camila Marambio                                                                                             | [ 41 ]  |
| Cina                | Arsenale                                                | Meta-Scape                                                         | Liu Jiayu, Wang Yuyang, Xu Lei, Central Academy of Fine Arts (CAFA) Institute of Sci-Tech Arts+Tsinghua Laboratory of Brain and Intelligence (TLBI) Group Project | Zhang Zikang                                                                                                | [ 42 ]  |
| Corea del Sud       | Padiglione ai Giardini                                  | Gyre                                                               | Yunchul Kim | Youngchul Lee                                                                                               | [ 43 ]  |
| Costa d'Avorio      | Magazzini del Sale n. 3                                 | The dreams of a story                                              | Frédéric Bruly Bouabré, Abdoulaye Diarrassouba (Aboudia), Armand Boua, Saint-Etienne Yéanzi (Yeanzi), Laetitia Ky, Aron Demetz | Massimo Scaringella, Alessandro Romanini                                                                    | [ 44 ]  |
| Croazia             | Via Garibaldi 1513                                      | Untitled (Croatian Pavilion) 2022                                  | Tomo Savić-Gecan | Elena Filipovic                                                                                             | [ 45 ]  |
| Cuba                | Isola di San Servolo                                    | Terra Ignota, (proposte per un Nuovo Mondo)                        | Rafael Villares, Kcho, Giuseppe Stampone | Nelson Ramirez de Arellano Conde                                                                            | [ 46 ]  |
| Danimarca           | Padiglione ai Giardini                                  | We Walked the Earth                                                | Uffe Isolotto | Jacob Lillemose                                                                                             | [ 41 ]  |
| Egitto              | Padiglione ai Giardini                                  | Eden-Like Garden                                                   | Mohamed Shoukry, Weaam El Masry, Ahmed El Shaer | Mohamed Shoukry                                                                                             | [ 47 ]  |
| Emirati Arabi Uniti | Arsenale                                                | Mohamed Ahmed Ibrahim: Between Sunrise and Sunset                  | Mohamed Ahmed Ibrahim | Maya Allison                                                                                                | [ 48 ]  |
| Estonia             | Padiglione dei Paesi Bassi ai Giardini                  | Orchidelirium: An Appetite for Abundance                           | Kristina Norman, Bita Razavi | Corina L. Apostol                                                                                           | [ 49 ]  |
| Filippine           | Arsenale                                                | All of us present, This is our gathering                           | Gerardo Tan, Felicidad A.Prudente and Sammy N. Buhle | Yael Buencamino Borromeo e Arvin Flores                                                                     | [ 50 ]  |
| Finlandia           | Padiglione Alvar Aalto ai Giardini                      | Close Watch                                                        | Pilvi Takala | Christina Li                                                                                                | [ 51 ]  |
| Francia             | Padiglione ai Giardini                                  | Les rêves n'ont pas de titre                                       | Zineb Sedira | Yasmina Reggad, Sam Bardaouil e Till Fellrath                                                               | [ 52 ]  |
| Georgia             | Spazio Punch, Giudecca                                  | Mi fa pena il giardino                                             | Mariam Natroshvili, Detu Jincharadze | Vato Urushadze, Khatia Tchokhonelidze, Giorgi Spanderashvili                                                | [ 53 ]  |
| Germania            | Padiglione ai Giardini                                  |                                                                    | Maria Eichhorn | Yilmaz Dziewior                                                                                             | [ 54 ]  |
| Ghana               | Arsenale                                                | Black Star - The Museum as Freedom                                 | Na Chainkua Reindorf, Diego Araúja, Afroscope | Nana Oforiatta Ayim                                                                                         |         |
| Giappone            | Padiglione ai Giardini                                  | Dumb Type                                                          | Dumb Type (Shiro Takatani, Ryuichi Sakamoto, Ken Furudate, Satoshi Hama, Ryo Shiraki, Marihiko Hara, Hiromasa Tomari, Takuya Minami, Yoko Takatani) | | [ 55 ]  |
| Gran Bretagna       | Padiglione ai Giardini                                  | Sonia Boyce: Feeling Her Way                                       | Sonia Boyce | Emma Ridgway                                                                                                | [ 56 ]  |
| Grecia              | Padiglione ai Giardini                                  | Oedipus In Search of Colonus                                       | Loukia Alavanou | Heinz Peter Schwerfel                                                                                       | [ 57 ]  |
| Grenada             | Il Giardino Bianco Art Space                            | An Unknown that Does Not Terrify                                   | Cypher Art Collective of Grenada: Oliver Benoit, Billy Gerard Frank, Ian Friday, Asher Mains, Susan Mains, Angus Martin, Samuel Ogilvie; Giancarlo Flati; Identity Collective; Anna Maria Li Gotti; Nino Perrone; Rossella Pezzino de Geronimo; Marialuisa Tadei | Daniele Radini Tedeschi                                                                                     | [ 58 ]  |
| Guatemala           | Spuma - Space for the Arts                              | Inclusion                                                          | Christian Escobar "Chrispapita" | Christian Escobar "Chrispapita"                                                                             | [ 59 ]  |
| Irlanda             | Arsenale                                                | Gather                                                             | Niamh O'Malley | Temple Bar Gallery + Studios                                                                                | [ 60 ]  |
| Islanda             | Arsenale                                                | Perpetual Motion                                                   | Sigurður Guðjónsson | Mónica Bello                                                                                                | [ 61 ]  |
| Israele             | Padiglione ai Giardini                                  | Queendom                                                           | Ilit Azoulay | Shelley Harten                                                                                              | [ 62 ]  |
| Italia              | Arsenale                                                | Storia della notte e Destino delle comete                          | Gian Maria Tosatti | Eugenio Viola                                                                                               | [ 23 ]  |
| Kazakistan          | Spazio Arco                                             | Centre for the New Genius                                          | ORTA collective (Alexandra Morozova, Rusten Begenov, Darya Jumelya, Alexander Bakanov, Sabina Kuangaliyeva) | ORTA collective (Alexandra Morozova, Rusten Begenov, Darya Jumelya, Alexander Bakanov, Sabina Kuangaliyeva) | [ 63 ]  |
| Kenya               | Fàbrica 33                                              | Exercises in Conversation                                          | Dickens Otieno, Syowia Kyambi, Kaloki Nyamai, Wanja Kimani | Jimmy Ogonga                                                                                                |         |
| Kirghizistan        | Giudecca Art District                                   | Gates of Turan                                                     | Firouz Farman Farmaian | Janet Rady                                                                                                  | [ 64 ]  |
| Kosovo              | Arsenale                                                | The Monumentality of the Everyday                                  | Jakup Ferri | Inke Arns                                                                                                   | [ 65 ]  |
| Lettonia            | Arsenale                                                | Selling Water by the River                                         | Skuja Braden (Ingūna Skuja and Melissa D. Braden) | Solvita Krese e Andra Silapētere                                                                            | [ 66 ]  |
| Libano              | Arsenale                                                | The World in the Image of Man                                      | Ayman Baalbaki e Danielle Arbid | Nada Ghandour                                                                                               | [ 67 ]  |
| Lituania            | Campo de le gate                                        | Gut Feeling                                                        | Robertas Narkus | Neringa Bumblienė                                                                                           | [ 68 ]  |
| Lussemburgo         | Arsenale                                                | Faraway So Close                                                   | Tina Gillen | Christophe Gallois                                                                                          | [ 69 ]  |
| Macedonia del Nord  | Scuola dei Laneri                                       | Landscape experience                                               | Robert Jankuloski, Monika Moteska | Ana Frangovska, Sanja Kojic Mladenov                                                                        | [ 70 ]  |
| Malta               | Arsenale                                                | Diplomazija Astuta                                                 | Arcangelo Sassolino, Giuseppe Schembri Bonaci, Brian Schembri | Keith Sciberras, Jeffrey Uslip                                                                              | [ 71 ]  |
| Messico             | Arsenale                                                | Hasta que los cantos broten                                        | Mariana Castillo Deball, Naomi Rincón Gallardo, Fernando Palma Rodríguez, Santiago Borja Charles | Catalina Lozano e Mauricio Marcín                                                                           | [ 72 ]  |
| Mongolia            | Calle San Biasio                                        | A Journey Through Vulnerability                                    | Munkhtsetseg Jalkhaajav | Gantuya Badamgarav                                                                                          | [ 73 ]  |
| Montenegro          | Palazzo Malipiero                                       | The Art of Holding Hands as we break through the sedimentary cloud | Dante Buu, Lidija Delić & Ivan Šuković, Darko Vučković, Jelena Tomašević, Art Collection of Non-Aligned Countries (Zuzana Chalupova, Rene Portocarrero, unknown author from Iraq and Bernard Matemera) | Natalija Vujošević                                                                                          | [ 74 ]  |
| Namibia             | Isola della Certosa                                     | A Bridge to the Desert (Un ponte per il deserto)                   | Renn (artista principale), omaggi e opere in collaborazione con Roland Blum (fotografie del deserto) e Studio Amebe (percorso introduttivo Cercare per credere) | Marco Furio Ferrario                                                                                        | [ 75 ]  |
| Nepal               | Spazio C 994, Castello                                  | Tales of Muted Spirits-Dispersed Threads-Twisted Shangri-La        | Ang Tsherin Sherpa (Tsherin Sherpa) | Hit Man Gurung, Sheelasha Raj Bhandari                                                                      | [ 76 ]  |
| Nuova Zelanda       | Arsenale                                                | Paradise Camp                                                      | Yuki Kihara | Natalie King                                                                                                | [ 77 ]  |
| Oman                | Arsenale                                                |                                                                    | Anwar Sonja, Hassan Meer, Budoor Al Riyami, Radhika Al Khimji, Raiya Al Rawahi | Aisha Stoby                                                                                                 | [ 78 ]  |
| Paesi Bassi         | Chiesetta della Misericordia                            | When the body says Yes                                             | Melanie Bonajo | Maaike Gouwenberg, Geir Haraldseth, Soraya Pol                                                              | [ 79 ]  |
| Paesi Nordici       | Padiglione ai Giardini                                  | The Sámi Pavilion                                                  | Pauliina Feodoroff, Máret Ánne Sara, Anders Sunna | Katya García-Antón, Liisa-Rávná Finborg e Beaska Niillas                                                    | [ 80 ]  |
| Perù                | Arsenale                                                | Peace is a Corrosive Promise                                       | Herbert Rodriguez | Jorge Villarcorta, Viola Varotto                                                                            | [ 81 ]  |
| Polonia             | Padiglione ai Giardini                                  | Re-enchanting the World                                            | Małgorzata Mirga-Tas | Wojciech Szymański e Joanna Warsza                                                                          | [ 82 ]  |
| Portogallo          | Palazzo Franchetti                                      | Vampires in Space                                                  | Pedro Neves Marques | João Mourão/Luís Silva                                                                                      | [ 83 ]  |
| Romania             | Padiglione ai Giardini e Palazzo Correr                 | You Are Another Me - A Cathedral of the Body                       | Adina Pintilie | Cosmin Costinas e Viktor Neumann                                                                            | [ 84 ]  |
| San Marino          | Palazzo Donà dalle Rose                                 | Postumano Metamorfico                                              | Elisa Cantarelli, Nicoletta Ceccoli, Roberto Paci Dalò, Endless, Michelangelo Galliani, Rosa Mundi, Anne-Cécile Surga, Michele Tombolini | Vincenzo Rotondo                                                                                            | [ 85 ]  |
| Serbia              | Padiglione ai Giardini                                  | Walking with Water                                                 | Vladimir Nikolić | Biljana Ćirić                                                                                               | [ 86 ]  |
| Singapore           | Arsenale                                                | Pulp III: A Short Biography of the Banished Book                   | Shubigi Rao | Ute Meta Bauer                                                                                              | [ 87 ]  |
| Siria               | Isola di San Servolo                                    | Il popolo siriano: un destino comune                               | Saousan Alzubi, Ismaiel Nasra, Adnan Hamideh, Omran Younis, Aksam Tallaa, Giuseppe Amadio, Marcello Lo Giudice, Lorenzo Puglisi, Hannu Palosuo | Emad Kashout                                                                                                | [ 89 ]  |
| Slovenia            | Arsenale                                                | Without a Master                                                   | Marko Jakše | Robert Simonišek                                                                                            | [ 90 ]  |
| Spagna              | Padiglione ai Giardini                                  | Correction                                                         | Ignasi Aballí | Beatriz Espejo                                                                                              | [ 91 ]  |
| Stati Uniti         | Padiglione ai Giardini                                  | Simone Leigh: Sovereignty                                          | Simone Leigh | Eva Respini                                                                                                 | [ 92 ]  |
| Sudafrica           | Arsenale                                                | Into the Light                                                     | Roger Ballen, Lebohang Kganye, Phumulani Ntuli | Amé Bell | [ 93 ]  |
| Svizzera            | Padiglione ai Giardini                                  | The Concert                                                        | Latifa Echakhch | Alexandre Babel, Francesco Stocchi                                                                          | [ 94 ]  |
| Turchia             | Arsenale                                                | Once upon a time...                                                | Füsun Onur | Bige Örer                                                                                                   | [ 95 ]  |
| Ucraina             | Arsenale                                                | The Fountain of Exhaustion. Acqua alta                             | Pavlo Makov | Lizaveta German, Maria Lanko, Borys Filonenko                                                               | [ 96 ]  |
| Uganda              | Palazzo Palumbo Fossati                                 | Radiance: They dream In Time                                       | Acaye Kerunen, Collin Sekajugo | Shaheen Merali                                                                                              | [ 97 ]  |
| Ungheria            | Padiglione ai Giardini                                  | After Dreams: I Dare to Defy the Damage                            | Zsófia Keresztes | Mónika Zsikla                                                                                               | [ 98 ]  |
| Uruguay             | Padiglione ai Giardini                                  | Persona                                                            | Gerardo Goldwasser | Laura Malosetti Costa e Pablo Uribe                                                                         | [ 99 ]  |
| Uzbekistan          | Arsenale                                                | Dixit Algorizmi: Garden of Knowledge                               | Charlie Tapp/Abror Zufarov, CCA Lab | Studio Space Caviar (Joseph Grima, Camilo Oliveira), Sheida Gomashchi                                       | [ 100 ] |
| Venezuela           | Padiglione ai Giardini                                  | Tierra, País, Casa, Cuerpo                                         | Palmira Correa, César Vázquez, Mila Quast, Jorge Recio | Zacarías García                                                                                             | [ 101 ] |
| Zimbabwe            | Istituto Provinciale Santa Maria della Pietà            | I did not leave a sign                                             | Wallen Mapondera, Ronald Muchatuta, Kresiah Mukwazhi, Terrence Musekiwa | Fadzai Veronica Muchemwa                                                                                    | [ 102 ] |

### Padiglione Venezia
Il Padiglione Venezia, ai Giardini della Biennale e gestito dal Comune di Venezia, a cura di Giovanna Zabotti, ha ospitato Alloro, simbolo della metamorfosi, che «ha fondamentalmente tre temi di fondo: l’avvicinamento dell’uomo alla natura, la forza della donna e la metamorfosi spiegata dall'arte.»
Nelle prime due sale si trovavano: Portali del duo di artiste Goldschmied & Chiari, Best Wishes di Ottorino De Lucchi e, al centro del percorso, l'installazione Lympha, il mito di Dafne e Apollo reso in chiave moderna dall'artista Paolo Fantin con il gruppo Ophicina, accompagnato dal brano musicale Gocce di alloro, realizzato da Pino Donaggio.
La terza sala era occupata dalle opere vincitrici del concorso Artefici del nostro tempo, realizzate da giovani artisti under 35.
La mostra si concludeva in un piccolo "bosco" di alloro, all'esterno del Padiglione.

## Progetti speciali
- La video installazione "U Scantu": A Disorderly Tale dell'italiana Elisa Giardina Papa (n. 1979) è stata esposta a Forte Marghera all'interno della Polveriera austriaca. L'opera reinterpreta il mito siciliano delle donne di fora ("donne di fuori"), che la tradizione orale descrive al contempo femminee e mascoline, umane ma in parte animali, benevole eppure vendicative.[105]
- La statunitense Sophia Al-Maria (n. 1983) ha presentato il progetto Tiger Strike Red, ispirato all'automa Tigre di Tippu che rappresenta una tigre intenta a dilaniare un soldato britannico, realizzato per il sultano Fateh Ali Tipu nel 1790. L'opera è stata presentata presso il Padiglione delle Arti Applicate, nelle Sale d'armi dell'Arsenale, in collaborazione con il Victoria and Albert Museum (V&A) di Londra.[106]

## Eventi collaterali
30 eventi collaterali, approvati dalla curatrice Alemani e promossi da enti e istituzioni pubbliche e private senza scopo di lucro, sono stati organizzati in numerose sedi della città di Venezia, proponendo un'ampia offerta di contributi e partecipazioni, tra i quali alcuni maestri del Novecento come Louise Nevelson, Lucio Fontana, Antony Gormley e Ha Chong-Hyun.

## Meetings on Art
Dal 7 all'11 giugno 2022, al Teatro Piccolo Arsenale, si è tenuto Meetings on Art: cinque giorni di conversazioni, conferenze e proiezioni in presenza di artiste, studiosi, curatrici, pensatrici e scrittori provenienti da vari campi di interesse per discutere di Leonora Carrington e di altre artiste surrealiste in relazione ad argomenti come «la metamorfosi, il fallimento delle forme binarie di genere, l'occulto, l'alchimia, la magia e le epistemologie indigene; la svolta postumana; il nostro rapporto con la Terra e con le tecnologie; la pratica della fabulazione e gli approcci femministi alla curatela.»
In occasione del convegno Meetings on Art di giugno è stata presentata la ristampa anastatica del volume Materializzazione del linguaggio, pubblicato nel 1978 in occasione dell'omonima mostra nell'ambito della 38ª Esposizione internazionale d'arte, e ispiratrice della capsula Corpo orbita.
Il 4 ottobre 2022, al Teatro Piccolo Arsenale, si è tenuto il convegno sul tema Il queer e l'inquietante. L'incontro è stato sulle «questioni della materialità di vita e morte, la categoria della thingness, l'animazione del non umano e la disumanizzazione e la morte dell'umano attraverso le lenti del queer e dell'inquietante, della razza, della sessualità e del genere.»
Il 5 ottobre 2022, presso la Biblioteca della Biennale, si è tenuta una giornata di studi dedicata a Giorgio Celiberti, artista che partecipò alla Biennale Arte 1948.
Il 6 ottobre 2022, al Teatro Piccolo Arsenale, si è tenuto il convegno sul tema Reincanto del mondo. Per la femminista Silvia Federici «reincantare il mondo» significa «riconnettere ciò che il capitalismo ha diviso: il nostro rapporto con la natura, con gli altri e con i nostri corpi» (Silvia Federici, Reincantare il mondo. Femminismo e politica dei «commons», Verona, Ombre Corte, 2021).
Il 13 ottobre 2022, presso la sede di Ca' Giustinian, è stata presentata la rivista Dune. Scritture su moda, progetto e cultura visuale (Vol. 003, n. 001, Shortcuts, settembre 2022), diretta da Maria Luisa Frisa, direttore del Corso di laurea in Design della moda e Arti multimediali all'Università Iuav di Venezia, edita da Flash Art.
Il 9 novembre 2022, presso la Biblioteca della Biennale, l'Archivio storico della Biennale ha tenuto un incontro dedicato all'artista Alberto Martini.
Il 25 novembre 2022, la Biblioteca dell'Archivio Storico della Biennale ha ospitato la presentazione del libro di Francesco Bonami, già direttore della 50ª Biennale Arte del 2003, Bello, sembra un quadro. Controstoria dell'arte.

## Giuria
- Adrienne Edwards (Stati Uniti d'America), presidente
- Lorenzo Giusti (Italia)
- Julieta González (Messico)
- Bonaventure Soh Bejeng Ndikung (Camerun)
- Susanne Pfeffer (Germania)

## Premi

Padiglione della Francia: Les rêves n'ont pas de titre

- Leone d'oro per la miglior Partecipazione nazionale: Gran Bretagna, a Sonia Boyce per Feeling Her Way
  - Menzione speciale alle Partecipazioni nazionali: Francia, per Les rêves n'ont pas de titre / Dreams have no titles
  - Menzione speciale alle Partecipazioni nazionali: Uganda, per RADIANCE: They dream In Time
- Leone d'oro per il miglior partecipante alla Mostra Internazionale Il latte dei sogni: Simone Leigh
- Leone d'argento per un promettente giovane partecipante alla Mostra Internazionale Il latte dei sogni: Ali Cherri
  - Menzioni speciali a: Lynn Hershman Leeson e Shuvinai Ashoona

Leone d'oro alla carriera: Katharina Fritsch e Cecilia Vicuña

## Pubblicazioni
- (IT, EN) Biennale Arte 2022 (brochure) (PDF), Venezia, La Biennale di Venezia, 2022.
- Cecilia Alemani (a cura di), Biennale Arte 2022: Il latte dei sogni, 2 voll., Venezia, La Biennale di Venezia, 2022, ISBN 978-88-98727-61-2.
- Cecilia Alemani (a cura di), Biennale Arte 2022: Il latte dei sogni - Guida breve, Venezia, La Biennale di Venezia, 2022, ISBN 978-88-98727-63-6.
- Mirella Bentivoglio (a cura di), Materializzazione del linguaggio - copia anastatica, Venezia, La Biennale di Venezia, 2022.
- (IT, EN) Eugenio Viola (a cura di), Storia della notte e Destino delle comete, Roma, Treccani, 2022, ISBN 978-88-12-01008-0.
- Giovanna Zabotti (a cura di), Padiglione Venezia: Alloro, Cinisello Balsamo, Silvana Editoriale, 2022, ISBN 9788836652068.